# Les Concerts en Chine
Albums de Jean-Michel Jarre
Les Chants magnétiques
(1981) Musique pour supermarché
(1983)
Singles
1. Souvenirs de Chine
Sortie : 1982
2. Orient Express
Sortie : 1982

Les Concerts en Chine est un double album live de Jean-Michel Jarre, sorti en 1982. Cet album regroupe des morceaux joués par Jean-Michel Jarre et ses musiciens pendant une tournée de cinq concerts donnés à Pékin et à Shanghai en octobre 1981. 

## Historique
Jean-Michel Jarre est le premier artiste occidental à se produire en République populaire de Chine depuis la révolution culturelle. Avec une équipe d'environ 70 personnes, il débarque à Pékin le 15 octobre 1981 avec 15 tonnes de matériel. L'équipe se heurte aux divergences culturelles et aux méthodes spécifiques des techniciens locaux. La collaboration se met finalement en place au bout de quelques jours. Cependant, la préparation des concerts ne se fait pas sans mal : les costumes de scènes notamment restés à Paris doivent être expédiés en urgence par avion. Le concert d'ouverture est émaillé d'incidents techniques principalement à cause de problèmes d'alimentation électrique. Plusieurs quartiers de la ville seront privés d'électricité temporairement. Les séquenceurs tombent ainsi en panne et la batterie électronique de Roger Rizzitelli ne fonctionne pas. Ce dernier a alors le réflexe de taper très fort pour que le public entende tandis que Jean-Michel Jarre, Dominique Perrier et Frédérick Rousseau rejouent toutes les séquences manuellement ou les reprogramment en direct. 
Lors d'un concert à Shanghai, Michel Geiss interprète Sous le ciel de Paris à l'accordéon.
C'est lors de cette tournée que Jean-Michel Jarre utilise pour la première fois la harpe laser sur un morceau homonyme.
À l'issue de la tournée, Jean-Michel Jarre retourne en France en emportant dans ses bagages un side-car acheté à un policier de Pékin.

## Album
Sorti en mai 1982, Les Concerts en Chine est conçu comme un album souvenir, à partir d'une sélection des meilleurs enregistrements effectués en pistes séparées lors des cinq concerts donnés à Shanghai et Pékin en octobre 1981 et retouchés ou complétés en studio par la suite. Une grande partie de ce double-album contient des morceaux inédits spécialement créés pour les concerts donnés en Chine comme Arpégiateur, Harpe Laser, Nuit à Shanghai ou Orient Express. Jonques de Pêcheurs au Crépuscule est l'adaptation d'une œuvre traditionnelle chinoise, avec la participation sur scène de l'orchestre symphonique du Conservatoire de Pékin. Le titre Souvenir de Chine, inspiré de la tournée elle-même, a en revanche été composé ultérieurement et est donc une œuvre entièrement de studio. Un soin particulier a été apporté sur le choix des bruitages et sonorités d'ambiance captés en Chine lors de la tournée et qui servent essentiellement de liaison sur l'album entre les différents morceaux, donnant à l'ensemble une touche « vivante » et une réelle cohésion.

### Liste des pistes

#### Vinyle
| 1. | L'Ouverture | 4:47 |
| 2. | Arpégiateur | 6:54 |
| 3. | Équinoxe 4  | 7:49 |

| 1. | Jonques de pêcheurs au crépuscule | 9:38 |
| 2. | L'Orchestre sous la pluie         | 1:29 |
| 3. | Équinoxe 7                        | 9:54 |

| 1. | Orient Express           | 4:22 |
| 2. | Les Chants Magnétiques 1 | 0:21 |
| 3. | Les Chants Magnétiques 3 | 3:48 |
| 4. | Les Chants Magnétiques 4 | 6:49 |
| 5. | Harpe Laser              | 3:35 |

| 1. | Nuit à Shanghai          | 7:02 |
| 2. | La dernière rumba        | 2:07 |
| 3. | Les Chants Magnétiques 2 | 6:30 |
| 4. | Souvenir de Chine        | 3:54 |

#### CD
| 1. | L'Ouverture                       | 4:47 |
| 2. | Arpégiateur                       | 6:51 |
| 3. | Équinoxe Part 4                   | 7:39 |
| 4. | Jonques de pêcheurs au crépuscule | 9:35 |
| 5. | L'Orchestre sous la pluie         | 1:23 |
| 6. | Équinoxe Part 7                   | 9:52 |

| 1. | Orient express                | 4:21 |
| 2. | Les Chants magnétiques Part 1 | 0:28 |
| 3. | Les Chants magnétiques Part 3 | 3:48 |
| 4. | Les Chants magnétiques Part 4 | 6:43 |
| 5. | Harpe laser                   | 3:26 |
| 6. | Nuit à Shanghai               | 7:01 |
| 7. | La dernière rumba             | 2:01 |
| 8. | Les Chants magnétiques Part 2 | 6:19 |
| 9. | Souvenir de Chine             | 4:00 |

## Crédits
- Jean Michel Jarre : Fairlight CMI, Eminent, Oberheim OB-Xa, Moog Taurus, EMS AKS, EMS VCS3, Linn LM-1, micro synthé Electro-Harmonix, harpe laser, conception et réalisation du concert
- Frederick Rousseau : Polysequencer MDB, RSF, Yamaha CS-60, boîtes à rythme Korg, ARP 2600
- Dominique Perrier : Moog Liberation, Sequential Circuits Prophet 5, Eminent, Korg polyphonic, Kobol
- Roger Rizziteli : percussions électroniques, batterie électronique Simmons
- Pierre Mourey : régie des instruments
- Production : Francis Dreyfus
- Mise en scène : Mark Fischer
- Sonorisation salle : Philippe Latron et Michel Geiss
- Réalisation du film : Andrew Pinddington
- Production du film : Central TV et Francis Dreyfus Music
- Conception pochette : Kate Hepburn
- Photographie intérieure par Red Saunders, autres photos prises en Chine par Marc Garanger
- enregistrement : René Ameline et Patrick Aufour avec le Flight Mobile

## Remerciements
« Nous remercions les personnes et organisations suivantes sans qui la présentation de ces concerts en Chine Populaire n'aurait pu être possible : La commission des relations culturelles chinoises avec l'étranger, en particulier Mme Li Paoqui et M. Vao Ling Han, la Compagnie des spectacles de Pékin, en particulier M. Tiao Ye, la radio et la TV chinoise, la commission culturelle municipale de Shanghai, en particulier M. Zhang Xiao Zhu, le conservatoire de musique de Pekin, en particulier M. Wu Zu Quiang, les ouvriers du Palais des sports de la capitale à Pekin et di Shanghai Stadium, l'ambassade de Chine à Paris, les interprètes chinois, en particulier M. Zhang, Mlle Gong Huihia et M. Vao, l'ambassade de France en Chine et plus particulièrement M. Claude Martin, ministre conseiller, pour son aide précieuse. Remerciements particuliers à Francis Mandin et Music-Land, Marie Holtzman, Richard Arzt, Jean-Luc Cronel et Jean-Pierre Vincon »

## Commentaire
Il s'agit des rares concerts de l'artiste où le morceau Oxygène Part IV n'est pas joué. Cependant, on en entend un extrait repiqué d'une transmission radio placé en interlude d'ambiance pour conclure le titre Harpe laser.